# Metamagnetizam
Metamagnetici pokazuju jaku anizotropiju magnetskih svojstava; u smjeru su jedne kristalne osi paramagnetici, a u smjeru druge feromagnetici. Takvih je tvari vrlo malo, na primjer kobalt, željezo i kalcijev klorid.  

## Magnetizam
Magnetizam (prema magnetu koje dolazi od lat. magnes, genitiv magnetis < grč. Μαγνῆτıς λίϑος: kamen iz Magnezije) je skup pojava povezanih s magnetskim poljem i s ponašanjem tvari u magnetskom polju. Magnetska svojstva tvari potječu od magnetskih momenta atoma i njihovih međudjelovanja koja mogu stvoriti kolektivno magnetsko uređenje. Magnetizam atoma posljedica je magnetizma elektrona i atomske jezgre i njihovih međudjelovanja. Razlikuje se orbitalni magnetski moment, zbog gibanja elektrona oko atomske jezgre, i spinski magnetski moment, kao vlastito kvantnomehaničko svojstvo elektrona i jezgre. S obzirom na ponašanje u magnetskom polju, sve se tvari odlikuju svojom magnetskom permeabilnošću. Tako se mogu razlikovati dijamagnetične, paramagnetične, feromagnetične, ferimagnetične i antiferomagnetične tvari.